# Clube Atlético Piauiense
O Clube Atlético Piauiense, ou simplesmente Atlético Piauiense, é um clube de futebol brasileiro com sede na cidade de Teresina, Piauí. Foi fundado em 14 de novembro de 2019 com a missão de trazer o desenvolvimento do futebol no estado.

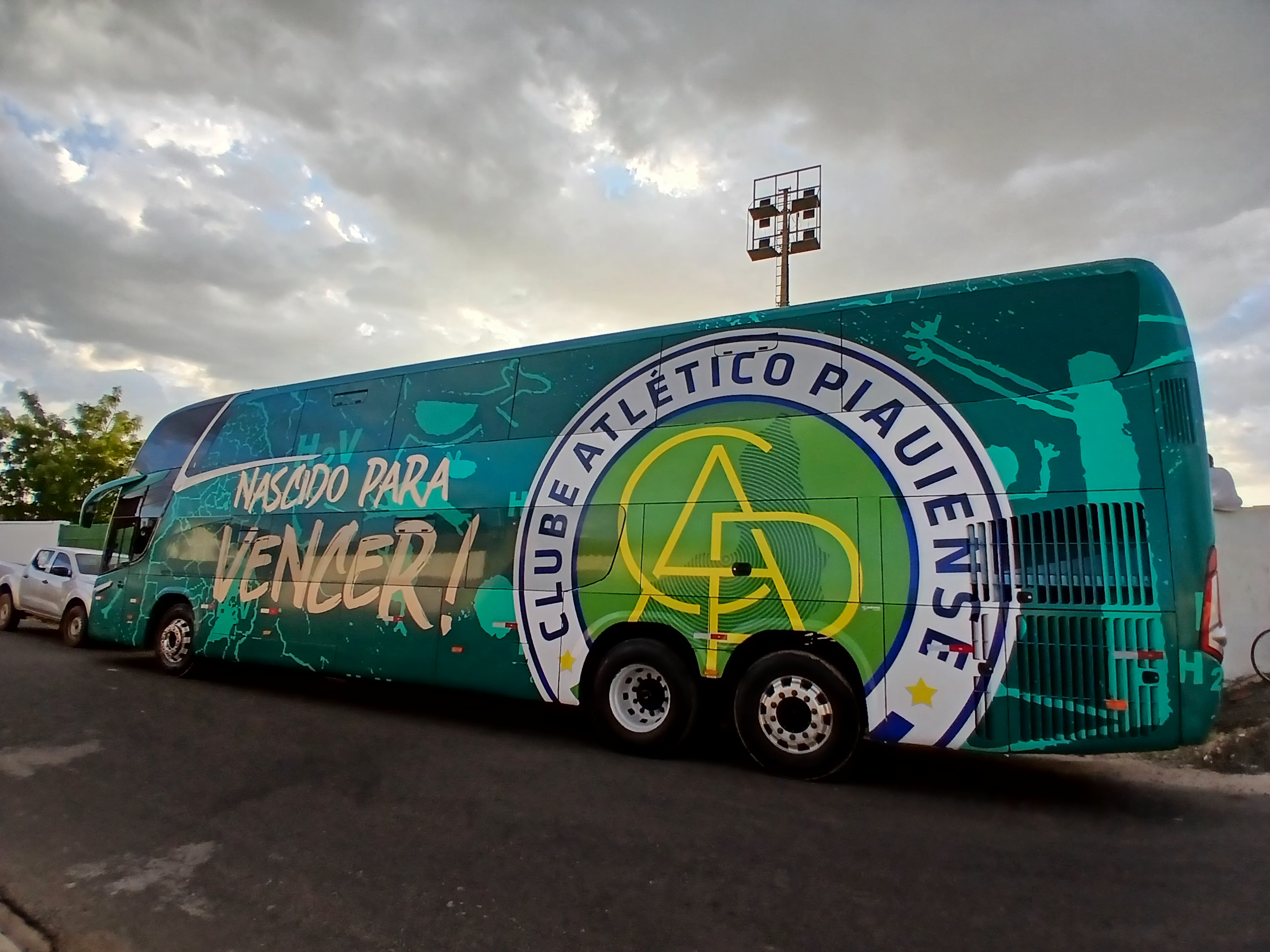
Transporte do elenco com homenagem à serra do Parque Nacional Serra da Capivara.

O clube teve grande sucesso por ter conseguido o acesso para a elite piauiense na temporada de 2024. Mesmo tendo apenas 5 anos desde sua fundação, em 2024, o clube chegou na final contra o PEC, mas empatou no tempo regularmental e perdeu de 3–1 nos pênaltis. Essa campanha garantiu o acesso para o Campeonato Piauiense de 2025.
O clube também tem uma forte base, com vários titulos variando do sub-13 ao sub-20.

## História

### 2019–2024: Profissionalização e Campeonato Piauiense Série B
O clube foi fundado em 2019 mas apenas se profissionalizou em 2024, jogando a segunda divisão do Campeonato Piauiense. Na primeira rodada da primeira fase, o clube jogou contra o Caiçara, ganhando por 2–0 (os dois sendo do jogador Weslley Smith) no Lindolfinho, onde conquistou sua primeira vitória profissional e garantiu os 3 pontos, ficando em primeiro colocado na primeira rodada. Vale relatar que o jogador do CAP Diego Alluan recebeu um cartão vermelho por reclamação. Na segunda rodada, ele jogou contra o Comércial, disputado no estádio Deusdeth de Melo, que ficou empatado em 0–0. Na terceira rodada, o clube ganhou de 1–0 do Flamengo, com gol de Árua no Albertão, ficando com 7 pontos no fim da terceira rodada. Na quarta rodada o clube não disputou por causa do número ímpar de equipes, onde os clubes disputavam 8 jogos, mas a primeira fase continha 10 rodadas. Na quinta rodada, o clube venceu de 2–0 do Piauí, disputado no Albertão, com gols de Rogerio Sena e Siloe. Fazendo com que o clube ficasse no primeiro lugar, que se manteve até o final da primeira fase. Na sexta rodada, o clube novamente vence o Caiçara por 2–0, só que desta vez, o jogo ocorreu no estádio Deusdeth Melo, com os dois gols sendo de cabeça do zagueiro Luís Fernando. Na sétima rodada, o clube teve a sua primeira derrota e seu primeiro gol tomado em partidas profissionais: Comércial 1–0 CAP no Albertão, com gol de Leonardo Santos de pênalti, marcado aos 6 minutos do 2º tempo. Na oitava rodada, o clube ganhou de 3–1 do Flamengo, que no campeonato inteiro, ficou apenas com 2 pontos e as chances pra se classificar eram mínimas. Com gols de Felipe (CAP) aos 34 minutos do 1º tempo, Francisco (Flamengo) aos 6 minutos do 2º tempo, João Guilherme (CAP) aos 28 minutos do 2º tempo e Alexandre (CAP) aos 45 minutos do 2º tempo. O clube também não jogou a nona rodada por causa dos mesmos motivos da quarta rodada. Na décima e última rodada, já classificado para a final, o clube ganhou do segundo colocado Piauí, no Albertão, em que se tivesse ganhado de 4 ou mais, o Comércial ficaria em segundo, mas isto não ocorreu, pois o resultado do jogo foi 2–0 para o Atlético. Os gols foram de Thiaguinho aos 10 minutos do 1º tempo e João Guilherme aos 19 minutos do 2º tempo.

#### Final do Campeonato Piauiense Série B
A final ocorreu no dia 16 de outubro de 2024 ás 19:00 no estádio Albertão.
A partida regularmental foi 0-0, mas com 13 cartões amarelos e 3 cartões vermelhos. O cartão vermelho foi demonstrados para os jogadores Guilherme Maximiano do Piauí, Weslley Smith do Atlético e Jorge Henrique do Piauí. O motivo para os dois primeiros cartões foi uma briga aos 28 minutos do primeiro tempo onde Guilherme Maximiano chuta o jogador Weslley Smith, que depois golpeou-o com as mãos no peito do jogador.
Nos pênaltis, o auriverde perdeu por 3–1.
|                                                |       | Penalidades                   |  |
| Aruá Thiaguinho Anderson Sobral João Guilherme | 1 – 3 | Anderson Lessa Tarcisio Xexéu |  |

Com o jogador Árua do Atlético perdendo a primeira cobrança com a bola indo no travessão e o jogador Anderson Lessa marcando o gol com uma bola alta no canto superior direito do goleiro Thulio. O Thiaguinha erra com o goleiro Thulio saltando e pegando a bola, e o Tarcisio marca o gol no canto inferior esquerdo do goleiro Cris. Se o Anderson Sobral e o Xexéu marcasse a partida acabava, mas Anderson marca com uma batida meia-altura no lado esquerdo do gol e o Xexéu marcando o gol com um chute no lado direito do Cris, que não alcançou a bola. Essa cobrança era a cobrança pra ver se o Atlético continuava no jogo ou perdia a final. João Guilherme chuta pra fora do gol, marcando essa, a primeira grande derrota do auriverde.
O CAP iria receber R$14.230,00 por conta dos ingressos, mas ele vai receber R$10.967,95 por conta das despesas.
O vice e o campeão se promovem para o Campeonato Piauiense de 2025, significando que o Atlético Piauiense irá jogar a elite do futebol piauiense.

## Futebol feminino
A modalidade do futebol feminino foi fundada em 2022 e começou a disputar torneios em 2023, como a Série A3 do Brasileirão e Campeonato Piauiense da categoria. Rapidamente, a equipe conquistou seu primeiro título estadual em 2024, frente o Tiradentes-PI. Em 2025, conquistou seu primeiro título nacional, ao conquistar a Série A3 frente o Vila Nova, marcando o primeiro título nacional de um clube piauiense nas categorias masculinas e femininas.
| NACIONAIS | NACIONAIS                        | NACIONAIS | NACIONAIS  |
|           | Competição                       | Títulos   | Temporadas |
| --------- | -------------------------------- | --------- | ---------- |
|           | Campeonato Brasileiro - Série A3 | 1         | 2025       |
| ESTADUAIS |                                  |           |            |
|           | Competição                       | Títulos   | Temporadas |
|           | Campeonato Piauiense             | 1         | 2024       |

## Elenco
Elenco atual de 16 de dezembro de 2024.

## Estatísticas
|  | Participações em 2025 |

| Competição | Competição           | Temporadas | Melhor campanha     | Estreia | Última | P | R |
| Piauí      | Campeonato Piauiense | 1          | 5º colocado (2025)  | 2025    | 2025   |   | – |
| Piauí      | Série B              | 1          | Vice-campeão (2024) | 2024    | 2024   | 1 |   |